# Don’t Let Daddy Kiss Me
Don’t Let Daddy Kiss Me ist ein Lied der britischen Band Motörhead, das am 29. November 1993 auf dem Album Bastards sowie danach als Single veröffentlicht wurde. Es handelt sich dabei um eine Ballade, die das Thema des sexuellen Missbrauchs von Kindern thematisiert.

## Entstehungsgeschichte und Veröffentlichung
Don’t Let Daddy Kiss Me war die erste Singleauskopplung aus dem Album Bastards, das bei dem deutschen Label ZYX Music erschien. Es handelt sich um einen Song, der von Lemmy Kilmister geschrieben und von der Standardbesetzung der Band Motörhead mit Lemmy Kilmister am Bass und als Sänger, Phil Campbell und Michael Burston an den Gitarren und Mikkey Dee am Schlagzeug eingespielt wurde. Aufgenommen wurde das gesamte Album und damit auch die Single bei den A & M Studios und Prime Time Studios in Hollywood, Kalifornien. Produziert wurde es von Howard Benson.

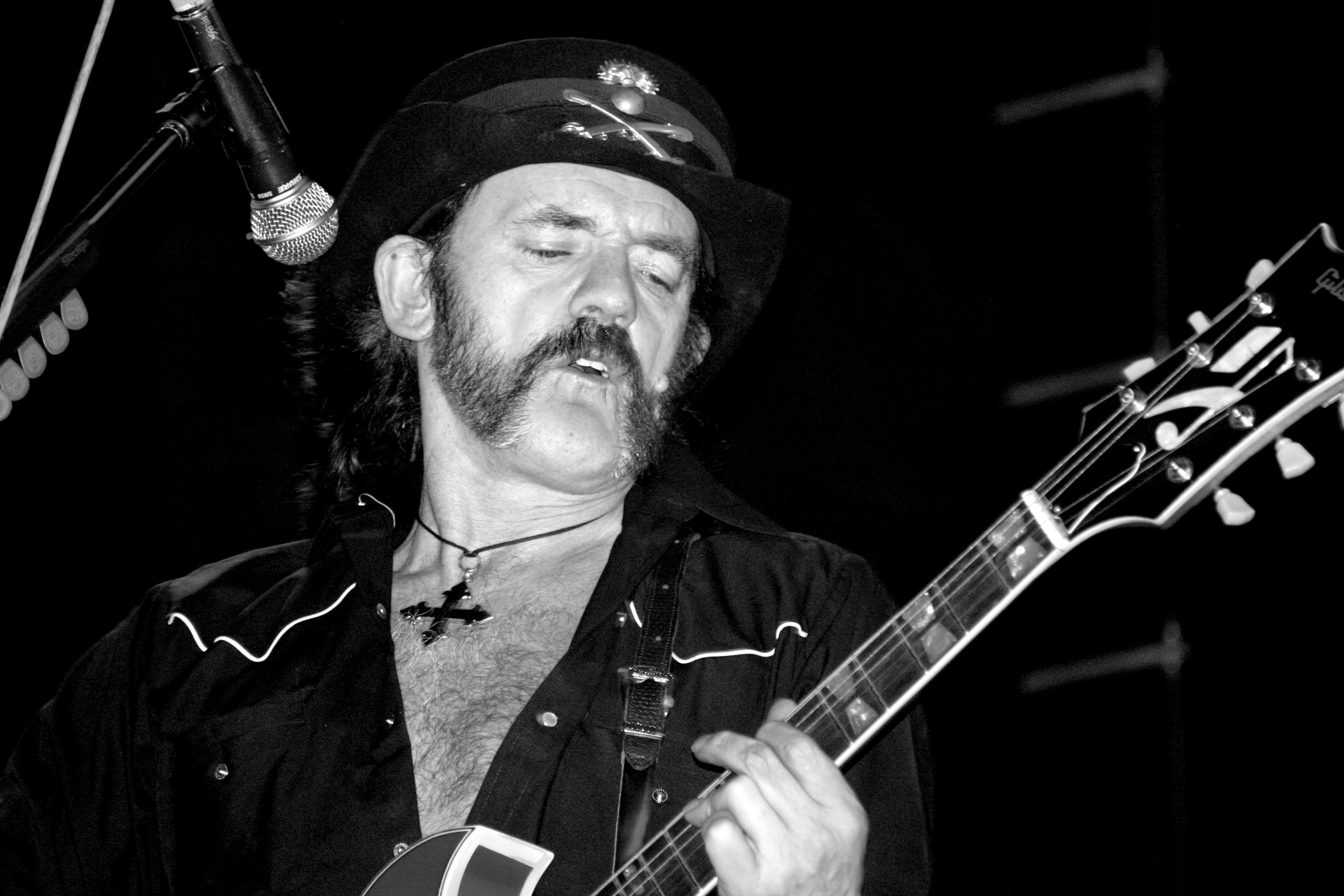
Lemmy Kilmister mit E-Gitarre (2006)

Kilmister hatte das Lied schon einige Jahre vor Bastards geschrieben und ihn ohne Erfolg Künstlerinnen wie Lita Ford und Joan Jett angeboten. In seiner Autobiographie White Line Fever schrieb Lemmy darüber, wie er wollte, dass eine Sängerin dies aufnimmt. „Ich habe das selbst geschrieben und ich hatte es seit drei Jahren in meiner Tasche. Ich bot es jedem an – Lita Ford, Joan Jett – weil ich dachte, ein Mädchen sollte es singen, aber niemand nahm es jemals auf. Sie hörten das Lied und sagten: ‚Ich liebe es! Ich muss es singen, du musst mir dieses Lied geben!‘ Und dann, drei Wochen später, rief der Manager an und sagte: ‚Nein‘. Also musste ich es selbst singen.“
Der Gitarrist Phil Campbell sagte in einem Interview mit songfacts.com, dass er beim Aufnehmen des Solos eingeschlafen sei. Nach seiner Aussage habe die Band monatelang und mit Druck an Bastards gearbeitet. „Wir waren sehr intensiv beschäftigt mit dem Schreiben und der Produktion und dem Songwriting und dem Einspielen. Ich war so müde, dass ich, als ich das Solo machte, anscheinend kurz vor dem Ende eingeschlafen bin, und ich spielte die letzte Note, und Howard (Produzent Howard Benson) klopfte mir auf die Schulter und sagte: ‚OK Phil. Das Solo ist toll‘ - während ich mit dem Kopf auf dem Tisch schlief.“

## Musik und Text
Das Spiel ist eine sehr ruhige Ballade, wodurch sie im starken Kontrast der im typischen schnellen Motörhead-Stil aufgenommenen Songs des Albums Bastard steht. Auf dem Album folgt es auf das sehr schnelle Rock-’n’-Roll-Stück Born to Raise Hell, das später im Soundtrack des Horrorfilms Hellraiser III verwendet wurde. Götz Kühnemund kommentierte dies in der Zeitschrift Rock Hard wie folgt:

„‚Bastards‘ ist – wie von der Band angekündigt – eine Ecke MOTÖRHEAD-typischer ausgefallen als die genannten Vorgänger, obwohl sich Lemmy zum Glück nicht davon abhalten ließ, auch auf der neuen Scheibe mit ‚Don’t Let Daddy Kiss Me‘ eine erstklassige Ballade und mit ‚Lost In The Ozone‘ eine ebenfalls sehr getragene Nummer unterzubringen.“

Don’t Let Daddy Kiss Me beginnt mit dem ruhigen und unbegleiteten Gesang von Lemmy, in den nach wenigen Sekunden bzw. den ersten Textzeilen eine akustische Gitarrenbegleitung einsetzt. Über die erste und zweite Strophe sowie den ersten Refrain bleibt die Gitarre die einzige Begleitung, im zweiten Refrain setzt eine zweite Gesangsstimme ein. Erst nach dem zweiten Refrain, eingeleitet durch Gitarre und ein kurzes Schlagzeugsolo setzt mit der Frage „Why?“ die vollständige Instrumentierung ein und der Song wird im Tempo etwas schneller. Kurz darauf folgt ein kurzes Gitarrensolo von Phil Campbell und eine kurze Instrumentalpassage. Während der folgenden letzten Strophe und dem letzten Refrain wird Lemmy von der gesamten Bands begleitet, nur das letzte „Good Night“ haucht er ohne Begleitung, worauf der Song endet.
Das Lied handelt thematisch von einem Mädchen, das von ihrem alleinerziehenden Vater regelmäßig sexuell missbraucht wird. Es ist in drei Strophen aufgebaut, die jeweils unterbrochen werden von dem Refrain, mit dem das Lied auch endet:

“don’t let daddy kiss me,

don’t let daddy kiss me,

goodnight”

Das Mädchen liegt zu Beginn des Songs schlafend im Bett und wartet auf ihren Vater und damit auf das „worlds worst crime“. Immer, wenn er nach Hause kommt und zu ihr kommt, um ihr Gute Nacht zu sagen, hat sie Todesangst vor ihm und  betet zu einem Gott, der ihr nie hilft:

“little girl sleeping in dreams of peace

mommy’s been gone a long time

daddy comes home and she still sleeps

waiting for the worlds worst crime

(…)

and she’s wide awake, scared to death

she smells his lust and she smells his sweat

curled in a ball she holds her breath

praying to a god that she’s never met”

Das Mädchen weiß, dass das nicht korrekt sein kann, schämt sich und fühlt sich schuldig. Sie hat jedoch Angst, jemandem davon zu erzählen, um ihren Vater nicht zu verlieren und dann allein zu sein.

“(…)

she knows there’s something awful wrong

that she’s far too young to see

and she knows she can’t tell anyone

she’s too full of guilt and shame

and if she tells she’ll be alone

they’d steal her daddy and they’d steal her home

(…)”

Mit dem Einsatz der Band in den Gesang fragt sie sich:

“why? tell me why

the worst crime in the world”

In der letzten Strophe wird ihr Vater charakterisiert, der nach dem Akt gut und ohne Albträume und Gewissensbisse schlafen kann, während seine Tochter weinend im Bett liegt und niemand auf ihre Gebete hören wird:

“(…)

and the only sounds are tears that fall

little girl turns her face to the wall

she knows that no-one hears her call

but it seems that god hears nothing at all”

## Bedeutung und Rezeption
Don’t Let Daddy Kiss Me gehört zu den bekanntesten und beliebtesten Balladen der britischen Band Motörhead, obwohl die Single nicht in die Charts eingestiegen ist. Das Album Bastards stieg dagegen bis auf Rang 29 der deutschen Albencharts und blieb neun Wochen in den Charts.
Im Jahr 2006 erschien eine Coverversion des Songs auf der EP No intentes volver atrás der spanischen Metalband Uzzhuaïa.

## Belege
1. 1 2  
Single Don’t Let Daddy Kiss Me auf discogs.com; abgerufen am 27. Juli 2019.
2. 1 2  
Don’t Let Daddy Kiss Me auf songfacts.com; abgerufen am 27. Juli 2019.
3. ↑  
Motörhead: Bastard, Review auf rockhard.de, 1993; abgerufen am 27. Juli 2019.
4. 1 2 3 4 5  
Don’t Let Daddy Kiss Me, Lyrics. Vollständiger Text bei golyr.de; abgerufen am 27. Juli 2019.
5. ↑  
Bastards in den Deutschen Charts; abgerufen am 27. Juli 2019.
6. ↑  
No Intentes Volver Atrás EP auf der Website von Uzzhuaïa; abgerufen am 27. Juli 2019.

- v
- d
- b